# どうぶつ島のチョビぐるみ
『どうぶつ島のチョビぐるみ』（どうぶつじまのちょびぐるみ）は、『なかよし』（講談社）に連載されていた、かなしろにゃんこによる漫画（原案：ヨシヤス）。

## ゲーム
2003年と2004年に、ゲームボーイアドバンス専用ゲームソフトとしてロケットカンパニーから2作品が製作・発売された。